# Arctostaphylos virgata
Arctostaphylos virgata is een plant uit de heidefamilie (Ericaceae). Het is een van de herkenbare manzanitasoorten die langs de Amerikaanse westkust voorkomen. In het Engels wordt de plant doorgaans Bolinas manzanita of Marin manzanita genoemd.

## Voorkomen en ecologie
A. virgata is endemisch in Marin County (Californië), waar de plant slechts op een twintigtal plaatsen is aangetroffen. De soort komt voor in de bossen en chaparral op de heuvels langs de kust, tot 500 meter boven zeeniveau. Op bepaalde plekken in de Point Reyes National Seashore is A. virgata het dominante struikgewas. Zoals veel andere soorten in haar plantengemeenschap is A. virgata afhankelijk van natuurbranden.

## Beschrijving
A. virgata is een grote struik die minstens twee meter hoog wordt en zelfs boomachtige proporties kan bereiken, tot vijf meter hoog. De gedraaide takken hebben een dieprode schors. De kleinere twijgen zijn bedekt met wollige vezels en klierachtige, borstelige uitstekels die kleverige hars afgeven. De blinkend groene bladeren zijn ruw en kleverig en ovaal tot lancetvormig. De bladjes worden tot 5 centimeter lang. Het bloemgestel bestaat uit een cluster van roze-witte bloempjes in de vorm van een urne, typisch voor manzanita's. De plant bloeit van de vroege winter tot de vroege lente. De vruchten zijn kleverige, borstelige steenvruchten van zo'n 7 cm breed.